# Arixang

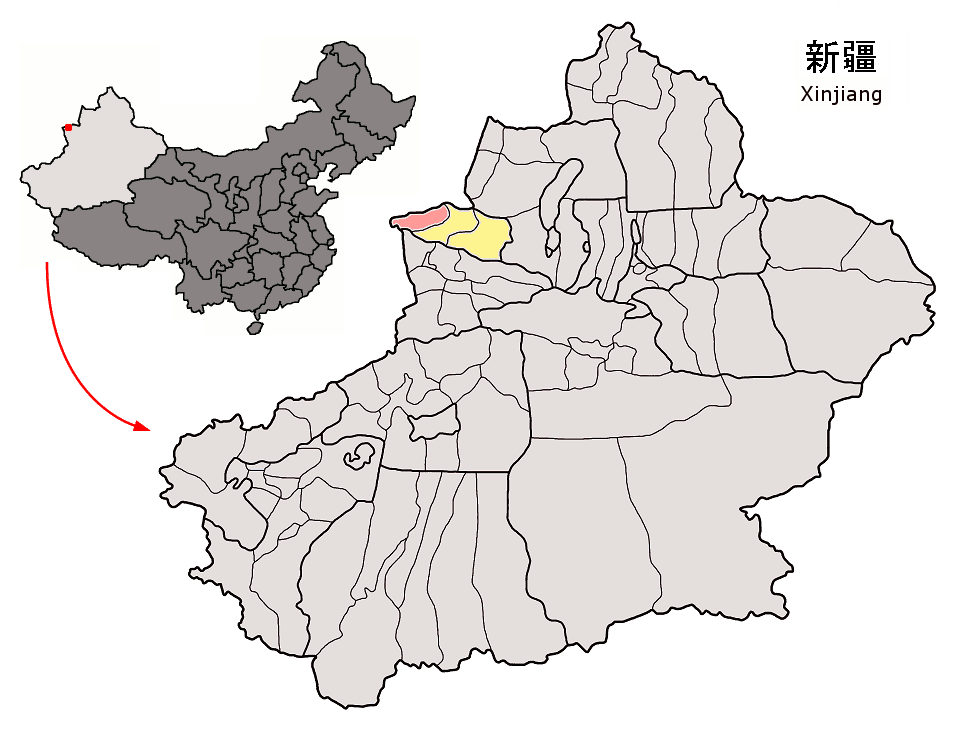
Lage von Arixang bzw. Wenquan (rosa) im Regierungsbezirk Bortala (gelb)

Der Kreis Arixang bzw. Wenquan (chinesisch 温泉县, Pinyin Wēnquán Xiàn, uigurisch ئارىشاڭ ناھىيىسى Arixang Naⱨiyisi, mongolisch ᠷᠠᠰᠢᠶᠠᠨ ᠰᠢᠶᠠᠨ) ist ein Kreis im Mongolischen Autonomen Bezirk Bortala im Nordwesten des Uigurischen Autonomen Gebietes Xinjiang in der Volksrepublik China. Er hat eine Fläche von 5.882 km² und zählt 66.502 Einwohner (Stand: Zensus 2010). Sein Hauptort ist die Großgemeinde Bogdar (博格达尔镇).
Die Arixate-Steinmenschen-Gräber (chinesisch Arixiate shiren mu), Tujue-Gräber aus der Zeit der Sui- und Tang-Dynastie, stehen seit 2006 auf der Liste der Denkmäler der Volksrepublik China (6-292).